# Zenvo ST1
Der Zenvo ST1 ist ein hinterradgetriebener Mittelmotor-Supersportwagen, der vom dänischen Kleinserienhersteller Zenvo Automotive hergestellt wurde. Es wurden lediglich 15 Fahrzeuge gebaut und zu einem Preis von jeweils etwa 830.000 Euro verkauft.

## Technische Daten
Der V8-Motor des Zenvo ST1 hat einen Hubraum von 6800 cm³, Turbo- und Kompressoraufladung. Er leistet 810 kW (1104 PS). Das maximale Drehmoment beträgt 1430 Nm.
- Leistung: 810 kW (1104 PS) bei 6.900/min
- Maximales Drehmoment 1430 Nm bei 4500/min
- 7-Gang-F1-Schaltgetriebe mit Schaltpaddeln und Automatikmodus
- Maximale Drehzahl: 7200/min
- Bremsen (rundum): Scheibenbremsen mit innenbelüfteten Bremsscheiben aus mit Kohlenstofffasern verstärkter Siliziumkarbid-Keramik mit 380 mm Durchmesser und  6-Kolben-Bremssätteln
- Räder: Geschmiedete Aluminiumräder mit Zentralverschluss, Dimension vorne/hinten 9,5"×19" mit Reifen 275/35 ZR19 / 12,5"×20" mit Reifen 345/30 ZR20
- Tankkapazität 69 Liter
- Drei Fahrprogramme: Wet (650 PS), Sport (850 PS) und Race (1104 PS)
- Selbstsperrendes Torsen-Differential
- Doppelquerlenker rundum mit dreifach verstellbaren KW-Stoßdämpfern und verstellbaren Stabilisatoren vorne und hinten
- Beschleunigung von 0 auf 100 km/h: 3,0 Sekunden
- Höchstgeschwindigkeit: 375 km/h (Hersteller-Angabe, elektronisch abgeregelt)
- Leistungsgewicht von 1,529 kg/PS

## Ausstattung
Die Sicherheitsausstattung des Zenvo ST1 besteht aus Airbags für Fahrer und Beifahrer sowie einem Fahrdynamikregelung (ESP), das allerdings nur im Fahrprogramm „Wet“ („nass“) verfügbar ist.
Optional ist der Zenvo ST1 auch mit Semislicks der Dimension 265/35ZR19 / 345/30ZR20 (vo/hi) erhältlich. Der Zenvo ST1 hat eine umfangreiche Serienausstattung, bestehend aus Audio- und DVD-Anlage inklusive Navigationssystem, einer Klimaanlage, elektrisch verstellbaren Sitzen und elektrischen Fensterhebern sowie Leder-/Alcantara-Ausstattung. Des Weiteren gibt es ein Head-Up-Display, das die Instrumentenanzeigen in die Frontscheibe projiziert.

## Karosserie
Das Chassis besteht aus einem Gitterrohrrahmen, auf dem größtenteils Karosserieteile aus kohlenstofffaserverstärktem Kunststoff montiert sind.

## Kritik
Bei einem zweiteiligen Test in der dritten Folge der 21. Staffel der britischen Autosendung Top Gear wurde die mangelnde Verarbeitungsqualität kritisiert: Nachdem während des ersten Tests zuerst die hinteren Bremsen erhebliche Probleme machten und dann die Kupplung ausfiel sowie in allen Scheinwerfern Kondenswasser auftrat, wurde ein zweiter Testtermin vereinbart. Bei diesem geriet nach einem Defekt der Motorkühlung das Testfahrzeug in Brand. Das wieder instandgesetzte Fahrzeug wurde von The Stig auf dem Testtrack gefahren und erreichte auf nasser Strecke eine schlechtere Rundenzeit als ein BMW M5 unter vergleichbaren Bedingungen. Jeremy Clarkson bezeichnete den Wagen als „as racy as the danish prime minister“.
Ein zweiter Kritikpunkt betraf die Fahrbarkeit mit den beiden stärkeren Fahrprogrammen „Sport“ und „Race“: Da hier kein ESP unterstützend eingreift, wurde die Fahrbarkeit in diesen beiden hohen Leistungsstufen als mangelhaft bewertet.